# 声公 (衛)
声公（せいこう、生年不詳 - 紀元前372年）は、戦国時代の衛の君主。名は訓、あるいは馴（『史記索隠』による。また索隠の引く『系本』によると、聖公馳と作るともいう）。慎公の子。紀元前383年、慎公が死去すると、後を嗣いで衛国の君主となった。紀元前372年、死去した。在位11年。